# Heiligegeiststraße (Magdeburg)
Die Heiligegeiststraße war eine Straße in Magdeburg im heutigen Sachsen-Anhalt. Nach Zerstörungen im Zweiten Weltkrieg war die Straße aufgegeben worden. 2021 begann eine öffentliche Diskussion über die Wiedererrichtung des Straßenzugs.

## Lage und Verlauf

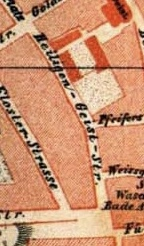
Heiligegeiststraße in Magdeburg in der Zeit um 1885, Karte nicht eingenordet, Norden ist rechts, links ist die Große Klosterstraße zu sehen

Die Straße befand sich im östlichen Teil der Magdeburger Altstadt. Sie führte in östlicher Verlängerung der Bärstraße bis zur Einmündung auf die Fürstenwallstraße und Fürstenstraße, nahe der Elbe. Sie verlief dabei etwas nördlich in einem Bogen weitgehend parallel zur Großen Klosterstraße. Der westliche Beginn befand sich an der Kreuzung der von Westen kommenden Bärstraße, der von Süden einmündenden Regierungsstraße und der ursprünglich von Norden dort mündenden Goldschmiedebrücke. Im weiteren Verlauf nach Osten mündeten von Norden zunächst der St.-Annen-Durchgang, dann die Straßen Pfeifersberg und Weißgerberstraße ein. Insgesamt hatte die Straße eine Länge von etwa 250 Metern und fiel von Westen nach Osten zum Elbufer hin deutlich ab. Die Südseite gehörten zur Magdeburger Domfreiheit.
Nach Einführung der straßenweisen Hausnummerierung befand sich die Nummer 1 am westlichen Ende auf der Südseite. Die Nummerierung verlief dann aufsteigend nach Osten bis zur Einmündung auf die Fürstenwallstraße und sodann von dort auf der Nordseite weiter aufsteigend bis zur Goldschmiedebrücke.

## Geschichte
Die Straße bestand bereits im Mittelalter und wird im Urkundenbuch der Stadt Magdeburg in den Jahren 1470 bis 1490 als Papenstraße, im Sinne von Pfaffenstraße, erwähnt. Noch im Jahr 1803 findet sich in einer Veröffentlichung von Heinrich Rathmann die Bezeichnung Priesterstraße. Der Name Heiligegeiststraße ist erstmals aus dem Jahr 1552 überliefert. Der Name bezieht sich dabei auf die Heilig-Geist-Kirche. Diese befand sich weiter nördlich an der Kuhstraße, der späteren Berliner Straße. Die Heiligegeiststraße verlief jedoch in ihrem westlichen Teil unmittelbar nördlich von zur Gemeinde gehörenden Pfarrhäusern und dem Friedhof, die so durch die Heiligegeiststraße von dem dazugehörigen nördlichen Gebiet um die Kirche getrennt waren. Der Name war allerdings zunächst wohl nur wenig gebräuchlich. 1651 findet sich eine Erwähnung als Heiligegeistkirchenstraße. Zumeist wurde der westliche Teil in Akten jedoch als Hinter des Heiligen Geistes Kirchhof bezeichnet, während der östliche Teil zum Pfeifersberg gezählt wurde. Um 1729 wurde die Straße als neue Straße erwähnt. Ursächlich war möglicherweise, dass auch diese Straße von Leopold I. neu angelegt oder befestigt wurde. Etwa ab 1755 wurde dann der Name Heiligegeiststraße verwendet. Die Bebauung der Straße wurde bei der Zerstörung Magdeburgs 1631 zerstört. Danach erfolgte über längere Zeiträume hinweg eine Neubebauung. 1831/1832 wohnten in der Straße 291 Menschen in 25 Gebäuden.

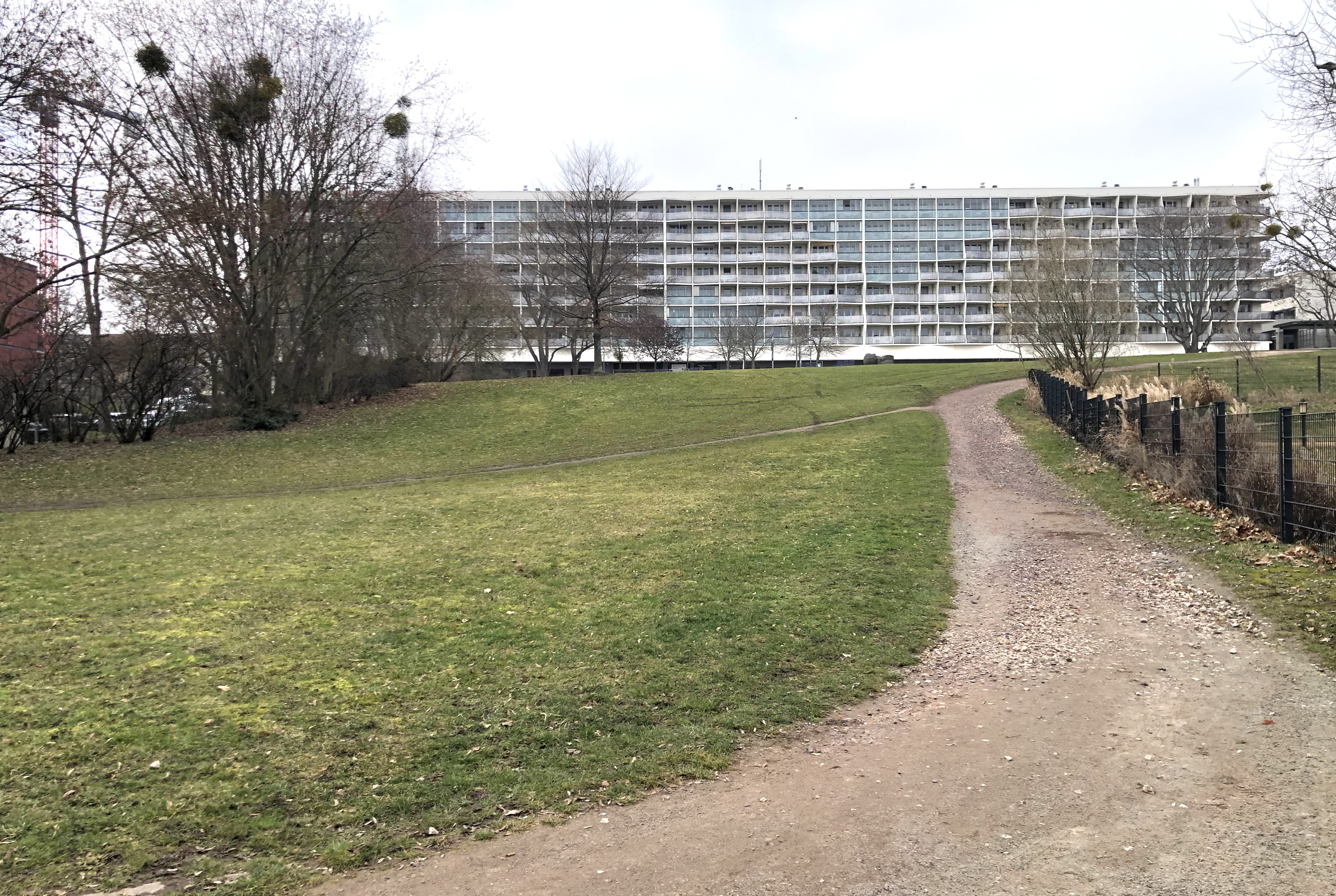
Blick von Osten (von der Materlikstraße) auf den Verlauf der ehemaligen Heiligegeiststraße, 2021

Während des Zweiten Weltkriegs wurde die Magdeburger Innenstadt und dabei auch der Bereich der Heiligegeiststraße wieder schwer zerstört. Alle Bauten der Straße, bis auf das am Ostende befindliche Haus Nummer 17 wurden zerstört. Die Bebauung war zuvor drei- bis viergeschossig, bis auf die nur zweigeschossige Nummer 8. Die Bausubstanz war zum größten Teil um bzw. vor 1800 entstanden.
In der Zeit der DDR erfolgte ein Wiederaufbau der Innenstadt, der sich in weiten Teilen nicht an die historische Stadtstruktur hielt. Die Heiligegeiststraße wurde dabei aufgegeben und auch das erhaltene Haus abgerissen. Der westliche Teil wurde mit Wohnhäusern in Plattenbauweise, insbesondere der heutigen Wobau-Welle überbaut, der östliche Teil wurde Bestandteil einer ausgedehnten Grünfläche.
2021 trat der ehemalige Magdeburger Oberbürgermeister Willi Polte gemeinsam mit dem ehemaligen Baubeigeordneten Werner Kaleschky und den ehemaligen Leitern des Stadtplanungsamtes Eckhart Peters und Heinz-Joachim Olbricht mit einem Plan zur Wiedererrichtung der Straße an die Öffentlichkeit. Sie soll danach in ihrem östlichen, nicht überbauten Teil wieder angelegt werden, wobei eine kleinteilige Bebauung mit zum Teil historisierenden Fassaden vorgeschlagen wird. Das Konzept sieht auch eine teilweise Wiederanlage der Straßen Pfeifersberg und Weißgerberstraße sowie eine Wiederbebauung der Nordseite der Großen Klosterstraße vor.

## Historische Häuser der Heiligegeiststraße
| Hausnummer | Name                   | Bemerkungen | Gewerbliche Nutzung vor der Zerstörung                                                                             | Bild                                                                                        |
| ---------- | ---------------------- | --- | --- | ------------------------------------------------------------------------------------------- |
| 1, 2       | Zur großen Glocke      | Brauhaus, gehörte vor 1631 David Köhler senior, dann David Köhler junior, 1644 an Joachim Gericke für 250 Taler verkauft und dann bebaut, 1683 und 1688 ist als Eigentümer des Brauhauses Otto Melchior von Syburg genannt, es erbte dann Frau Johann Christoph Sendels, geborene König, die es 1705 an ihren Ehemann übereignete, 1720 wurde es für 3400 Taler an Reinhard Bake verkauft. Ende der 1930er Jahre gehörte die Nummer 1 der Witwe Martha Heydebreck und die Nummer 2 dem Gastwirt O. Glöckner. | *Magdeburger Eilboten Inh. Alwin Reuter *Pelzwaren Paul Rusche *Viktoriabräu                                       |                                                                                             |
| 3          |                        | Lehn des Klosters Unser Lieben Frauen, gehörte bis 1616 Jakob Hecker, von 1616 bis 1626 dem Sekretär Bruno von Hagen, der es 1626 für 600 Taler an Joachim Andreas von Reichert veräußerte, es aber 1643 wieder übernehmen musste, 1646 erwarb es Joachim Gericke, der es mit den Häusern 1 und 2 vereinigte. Ende der 1930er Jahre gehörte das Haus dem Kaufmann E. Krone. | *Pfandleihgeschäft Hugo Krone                                                                                      |                                                                                             |
| 4          |                        | Lehn des Klosters Unser Lieben Frauen, vor 1631 gehörte es Thomas Ciceler, 1631 dann Israel Rehm (auch Reime), 1649 folgten drei Schwestern Rehms, eine der Schwestern veräußerte ihren Anteil für 12 Taler an den Advokaten Johann Schröter, der Bierspünder Hans Gericke baute 1670 ein Haus und veräußerte es für 220 Taler 1704 an den Schiffer Josias Mörder, 1717 ging es für 700 Taler an den Branntweinbrenner Joachim Müller, der bis 1752 Besitzer blieb, zumindest in der Zeit um 1817 und 1823 lebte der Theologe und Pädagoge Karl Christoph Gottlieb Zerrenner im Haus. Ende der 1930er Jahre gehörte das Haus Fritz Bauch. | *Friseur Wilhelm Steffen                                                                                           |                                                                                             |
| 5          |                        | Lehn des Klosters Unser Lieben Frauen, 1631 diente es als Kaplanei der Heiligegeistgemeinde, 1670 erwarb es der Karrenführer Michael Reinstrom für 60 Taler von der Gemeinde, 1700 veräußerte er es für 320 Taler an den Tischler Gottfried Manholz, Manholz verkaufte es 1717 für 550 Taler an den Seifensieder Joachim Georg Schnäbel, der es bis 1743 besaß. 1817 lebte der zweite Prediger der Heiligegeistkirche, August Scheele, im Haus. 1823 lebte ebenfalls der zweite Prediger, Dennhardt, hier. Ende der 1930er Jahre gehörte das Haus Hermann Schwefler. | *Stahlstempel und Modellschriftenfabrik Emil Stephan Nachf. *Schneiderei Fritz Wartenberg                          |                                                                                             |
| 6          |                        | Lehn des Klosters Unser Lieben Frauen, vor 1631 gehörte es dem Ratskämmerer Joachim Burchard, später sind die Erben des Magisters Aaron Burchard genannt, die Erben veräußerten es an Franz Barkey, von ihm erbte die Witwe von Jakob Jennerich das Haus 1630, bis es 1644 an die Kinder von Jakob Jenderichs ging, Joachim Jenderich verkaufte 1661 das unbebaute Grundstück für 50 Taler an den Brauknecht Henning Wilke, dessen als Aufwartefrau tätige Witwe es 1683 besaß. Es folgte die Witwe von Bartel Becker, zu deren Zeit es mit einem kleinen Haus bebaut war, sie trat es 1697 an den Diakon Klemens Christian Keßler ab. Keßler errichtete ein neues Gebäude. Seine Erben verkauften das Haus für 890 Taler im Jahr 1705 an den Zeugwärter (Zeugleutnant) Christian Friedrich König, der es bis 1735 besaß. | |                                                                                             |
| 7, 8       |                        | Lehn des Klosters Unser Lieben Frauen, Die Häuser dienten als Pfarrhäuser der Heiligengeistgemeinde, Die Hausnummer 7 gehörte jedoch im Jahr 1651 noch Johann Zeitz, bereits 1659 gehörte das unbebaute Grundstück dann auch, wie zuvor schon Nummer 8 zur Kirchengemeinde. Die Heiligengeistgemeinde baute dann 1661 dort zwei Häuser, um dort die Pfarrer unterzubringen, die bis dahin andernorts zur Miete wohnten. | * Sattlerei Christoph Ahlborn (Nr. 7) * Schuhmacher Hermann Blumenberg (Nr. 7) Schneiderei Hermann Förster (Nr. 8) |                                                                                             |
| 9          |                        | Im Jahr 1651 gehörte das Grundstück Bruno von Hagen, in den Jahren 1661 und 1670 wurde der Kanzlist Franz von Hagen und 1683 die Erben Johann Pohlmanns als Eigentümer geführt. 1690 verkauften die Erben das unbebaute Grundstück für 20 Taler an den Brauknecht Mathias Krebs der es bebaute. Seine Witwe war noch bis 1740 Eigentümerin. | |                                                                                             |
| 10         |                        | Lehn des Klosters Unser Lieben Frauen, Das Grundstück bildete mit dem benachbarten Grundstück Hausnummer 11 eine Einheit. Vor 1631 gehörte es zunächst dem Buchhändler Ambrosius Kirchner und dann seinen Söhnen, die es 1651 für 65 Taler an den Leineweber Mathias Rüdiger veräußerten. Rüdiger bebaute das Grundstück und verkaufte es 1702 für 400 Taler an den Leineweber Andreas Degen. Degens Erben gaben es für 650 Taler im Jahr 1717 an Johann Gottfried Degen. Dieser teilte das Grundstück und verkaufte die Nummer 10 noch im gleichen Jahr für 340 Taler an Johann Gebhard. Die Nummer 11 behielt Degen selbst. 1914 lebte im Haus der Kaufmann H. Aue, Eigentümer des Gebäudes Breiter Weg 180. | * Radio-Großhandlung Curt Viehmeyer                                                                                |                                                                                             |
| 11         | Zum Paradies           | Bis 1717 gehörte es mit zur Nummer 10 und war ab dann Eigentum von Johann Gottfried Degen. | * Schneiderei Ernst Hoffmann                                                                                       |                                                                                             |
| 12a        |                        | In der Zeit vor 1631 gehörte das Haus Ambrosius Kirchner. Kirchners Söhne verkauften die Brandstätte für 45 Taler im Jahr 1634 an Joachim Straßburger. Seine Witwe heiratete in der Zeit bis 1648 Paul Brenner (auch Prenner oder Brunner). Brenner wird 1662 als Eigentümer genannt. Das Grundstück war jedoch wohl weiterhin unbebaut. 1728 war Johann Schwartze Eigentümer. Das Grundstück wurde später mit dem benachbarten Grundstück 12b zusammengelegt. | |                                                                                             |
| 12b        |                        | Lehn des Klosters Unser Lieben Frauen, Vor 1631 gehörte es Michael Pomarius. Es wird angenommen, dass der Vater von Michael Pomarius Johann Pomarius der Ältere war, der möglicherweise ebenfalls schon in dem Haus lebte. In diesem Fall hätte wohl auch sein weiterer Sohn, der Schriftsteller Johann Pomarius der Jüngere, hier gelebt. Dies ist insofern bemerkenswert, als dass der Verleger seiner Bücher, Ambrosius Kirchner, im Nachbarhaus lebte. Dann gehörte es dem Pfarrer Joachim Pomarius, ab 1634 wird seine Witwe genannt. Die Erben verkauften 1651 das immer noch als Brandstätte bezeichnete Grundstück für 42 Taler an den Bierspünder Hans Simon. Im Jahr 1683 gehört das möglicherweise wieder bebaute Grundstück der Witwe des Garbräters Johann Günther. Schon 1686 war der Zimmergeselle Georg Büttner Besitzer eines hier stehenden kleinen Hauses. Seine Witwe erbte es 1691, 1693 erhielt es der Schneider Andreas Valdiek. Valdiek verkaufte es für 330 Taler im Jahr 1701 an den Rotgießer Johann Greten (auch Gräthe). 1706 kaufte es Valdiek für 290 Taler zurück. Er war bis 1740 als Eigentümer geführt. 1823 war der Schneidermeister E. F. Otte Eigentümer. Im Hof des Hauses befand sich an einer Mauer ein Stadtwappen Magdeburgs. Es markierte die Grenze zwischen der Magdeburger Altstadt und der Magdeburger Domfreiheit. Noch vor 1890 wurde das Haus abgerissen, wobei der Wappenstein geborgen und später in das Kaiser-Friedrich-Museum kam. 1969 wurde der Stein Teil der Hauszeichenwand auf dem Alten Markt und 2002 Teil der Hauszeichen am Gebäude Alter Markt 12, 13. An die Stelle des abgerissenen Hauses kam ein Neubau. Zur Zeit der Zerstörung 1944/45 wurde er von Drechslermeister W. Seyfarth und seiner Ehefrau Elisabeth Seyfarth bewohnt. Die Familie betrieb hier eine Drechslerei. | * Drechslerei August Seyfarth & Sohn                                                                               | Stadtwappen als Grenzzeichen zwischen Altstadt und Domfreiheit an einer Hofmauer des Hauses |
| 13         |                        | Das unbebaute Grundstück wurde 1651 von Wilhelm Löder an Hans Zieme verkauft. Zieme errichtete ein Haus, das sein Schwiegersohn, der Schneider Andreas Kieritz, erbte und es 1662 für 220 Taler an den Zimmermann Hans Drachenhauer verkauft. Drachenhauer verstarb 1691, seine Witwe besaß das Haus noch bis 1730. | |                                                                                             |
| 14         |                        | Möglicherweise gehörte das Grundstück ursprünglich mit zur Nummer 13. 1683 war das Haus vielleicht das Gartenhaus des Otto Melchior von Syburg. Im ersten Grundbuch wurde als Eigentümer Christian Dünckel genannt. | |                                                                                             |
| 15         |                        | Im Jahr 1683 gehörte das Grundstück möglicherweise dem Schlächter Johann Berlin. Im ersten Grundbuch wurde als Eigentümer dann Martin Hieronymus Bese genannt, der es bis 1751 besaß. | |                                                                                             |
| 16         |                        | Noch im Jahr 1829 gehörte das Grundstück mit zur Fürstenwallstraße 6. | |                                                                                             |
| 17, 18     |                        | Bereits vor 1631 bestanden auf dem Grundstück zwei Häuser. Das Nummer 17 war ein Lehn des Klosters Unser Lieben Frauen. Vor 1631 besaß es Hans Krumpe, nachfolgend seine Söhne Samuel und Jakob Krumpe. Anders als alle anderen Häuser dieser Gegend blieb es bei dem Großfeuer bei der Erstürmung Magdeburgs am 10. Mai 1631 erhalten. 1649 verkauften die Brüder es für 620 Taler an Heinrich Junge, der zumindest bis 1663 Eigentümer blieb. Das Grundstück Nummer 18 war demgegenüber wüst und gehörte Balzer Wilhoch. Vermutlich vereinte Heinrich Junge die beiden Grundstücke. Als Eigentümer wird später Johann Mumme genannt, dem sein Erbe, der Arzt Konrad Fischer, nachfolgte. Fischer vererbte es 1683, letztlich gehörte es dann seiner Tochter, die Witwe von Joachim Andreas Pinckernelle. 1716 veräußerte sie es für 1000 Taler an den Branntweinbrenner Johann Michael Sander (auch Zander). Er blieb bis 1733 Besitzer. | |                                                                                             |
| 19a        |                        | Das Haus gehörte 1631 Johann Francke, dann seiner Witwe Margarete Francke, geborene Köthen. Sie vererbte das Grundstück an die Witwe des Stadtsoldaten Hans Gräve. Die Witwe verkaufte das unbebaute Grundstück für zwölf Taler an den Tagelöhner Christoph Linder. Er war zumindest 1683 Eigentümer des Hauses, ihm folgte bis 1726 Michael Hampe nach. | |                                                                                             |
| 19b        |                        | Das Gebäude bestand als Hinterhaus, gehörte im 18. Jahrhundert jedoch einem anderen Eigentümer als das Vorderhaus. Von 1715 bis 1757 stand es im Eigentum des Maurers Johann Andreas Uhle. | |                                                                                             |
| 20         |                        | 1651 war als Eigentümer Johann Sarpe verzeichnet. Das Grundstück war jedoch über lange Zeiträume wüst. Im ersten Grundbuch wurde dann Christoph Glinde als Eigentümer genannt. Ihm folgt von 1719 bis 1741 Martin Insel nach. | |                                                                                             |
| 21         |                        | 1631 gehörte das Haus Andreas Kahlbuw (oder Karlbuch), später seiner Witwe Susanne Kahlbuw, geborene Briest. Nach ihrem Tod ging das Grundstück an die Witwe von Konrad Gerstorf, Klara Gerstorf, geborene Püverling. Sie verkaufte es 1663 an die Witwe des Karrenführers Franz Gattermann, die zumindest bis 1683 Eigentümerin blieb. Im Jahr 1719 veräußerte der Arbeiter Johann Hohnemann das inzwischen bestehende Haus für 150 Taler an den Arbeiter Georg Puff. Er blieb bis 1741 Eigentümer. | |                                                                                             |
| 22         |                        | Im Jahr 1631 gehörte das Haus dem Zimmermann Peter Schild. Von 1651 bis 1653 ist seine Witwe verzeichnet. Die Erben veräußerten das Grundstück, das mit einer Hütte bebaut war, 1657 für 130 Taler an den Brauer Joachim Gericke. 1683 war der Klosterschreiber Christian Lutteroth Eigentümer, 1719 und 1721 Simon Frantz (auch Sigmund Frantz). | |                                                                                             |
| 23         |                        | 1651 gehörte das Grundstück Wilhelm Hermens, 1657 Gabriel Schild. Die Fläche wurde als Garten genutzt. In der Zeit um 1700 besaß Johann Christoph Sendel sowohl das Haus als auch den Garten des Grundstücks. Bis 1735 war später der Zeugleutnant Christian Friedrich König Besitzer. | |                                                                                             |
| 24         |                        | Das Grundstück bestand ursprünglich aus zwei getrennten Grundstücken. Eins gehörte 1631 Balzer Wilhoch, später der Witwe von Hans Franckes, die es für acht Taler, es handelte sich um eine kleine Brandstätte, 1657 an den Zimmerergesellen Gabriel Schild verkaufte. Die Witwe Schilds verschenkte das inzwischen bestehende Haus 1721 an die Witwe von Johann Gottfried Zerbstmann, die Johann Christian Wulkau heiratete. Das andere Grundstück gehörte 1642 der Witwe von Simon Hinze. Bis zum Jahr 1725 blieb das Grundstück wüst. Dann erwarb es Wulkau für 15 Taler. Das Ehepaar Wulkau errichtete auf dem so vereinten Grundstück dann ein neues Haus. | |                                                                                             |
| 25         |                        | Das Haus gehörte 1631 Jakob Fürchtenichts. Seine Tochter Öste verkaufte das unbebaute Grundstück im Jahr 1659 für 25 Taler an den Karrenführer Mathias Planitz. Spätere Eigentümer waren Johann Denert und dann Johann Seidel (Seideler). Seidel riss auch die Keller des Hauses ab. 1683 war seine Witwe Besitzerin. Die weiterhin wüste Stelle wurde durch die Erben 1693 an den Arbeitsmann Martin Niemann verkauft. Niemann verkauft dann das inzwischen mit einem Haus bebaute Grundstück 1718 für 150 Taler an den Arbeitsmann Kurt Hellenberger, der bis 1726 Besitzer blieb. | |                                                                                             |
| 26         |                        | Lehn des Klosters Unser Lieben Frauen. 1631 gehörte das Haus dem Bierspünder Georg Tielemann. 1651 und 1683 wurde der Kornmesser Joachim Thielemann als Eigentümer genannt. 1705 Straßburger und 1713 und 1728 Jakob Schröder. Das Haus wurde zeitweise als Pfeifersberg 14 geführt. | * Schneiderei Richard Drechsler * Tischlerei Otto Wienicke                                                         |                                                                                             |
| 27 bis 31  |                        | Die Gebäude entstanden im 19. Jahrhundert nach der Aufgabe des Friedhofs der Heiligegeistgemeinde auf dem ehemaligen Friedhofsgelände. Auf dem Friedhof war der Pädagoge Johann Bernhard Basedow beigesetzt. Hier befand sich ursprünglich auch das Basedowdenkmal. | * Schneiderei Albert Leidolph (Nr. 29)                                                                             |                                                                                             |
| 32         | Hospital St. Annen     | Zum Hospital gehörte eine Reihe von Häusern die vom Stift nach und nach angekauft worden waren. Schon 1616 soll als Lehn des Klosters Unser Lieben Frauen ein Arme-Leut-Haus eingerichtet worden sein. Otto von Guericke nannte die Gebäude 1632 Arme Leute Häuser. | |                                                                                             |
| 32a        |                        | Das Stiftsgebäude des St. Annen Hospitals auf der Ostseite des St.-Annen-Durchgangs. | |                                                                                             |
| 32b        | St. Annen zweites Haus | Vor dem Jahr 1651 gehörte das Haus Andreas Zierenberg, dann wurde es 1651 durch das St. Annen Hospital erworben. Es lag hinter dem Grundstück Goldschmiedebrücke 7/8. | | Westseite des St.-Annen-Durchgangs                                                          |
| 32c        | St. Annen zweites Haus | Vor dem Jahr 1651 gehörte das Anwesen Johann Kolbe. Ihm folgte 1651/52 dem Zimmermann Michael Hahn, 1653 bereits seiner Witwe. In der Zeit bis 1656 erwarb die Gewandschneider-Innung, die auch Eigentümerin des Stifts war, das Haus. | |                                                                                             |
| 32d        |                        | Es handelt sich um das Hinterhaus zum Gebäude Goldschmiedebrücke 5/6. | |                                                                                             |
| 32e        |                        | Das Gebäude war das Hinterhaus des Innungshauses der Goldschmiede in der Goldschmiedebrücke 4. Die Innung der Goldschmiede errichtete 1672 das Hinterhaus neu und erweiterte es nach einem Beschluss aus dem März 1684. Für den Bereich wurden zwei Grundstücke geführt deren weitere Geschichte nicht nachvollzogen werden kann. Für sie waren als Eigentümer Jakob Gut (auch Gutt) und Schuhflicker Heinrich Könnecke genannt. | |                                                                                             |
| 33, 34     |                        | Zwei private Häuser die auf dem Grundstück des St. Annen Stifts errichtet worden waren. | |                                                                                             |
| 35         |                        | Vor dem Jahr 1631 gehörte das Haus Cyriax Lindemann, 1631 dann Jakob Weidemann. Ihm folgte der Zimmermann Jakob Schwabe nach, der es an den Schneider Hans Harte vererbte. 1660 verkaufte Harte das unbebaute Grundstück für 25 Taler an den Zimmergesellen Hildebrand Wesche. Wesche bebaute das Grundstück und wurde noch 1683 als Eigentümer geführt. In der Zeit bis 1703 erbte es sein Schwiegersohn, der Tabackspinner Johann Joachim Walter, der es im Jahr 1718 für 310 Taler an den Chirurgen Adam Heinrich Wachtler veräußerte. Wachtler war aber nur kurz Eigentümer und verkaufte bereits 1719 für 300 Taler an den Brauknecht Andreas Kasper, der bis 1739 Eigentümer blieb. | |                                                                                             |
| 36         |                        | Vor dem Jahr 1660 gehörte das Haus zur Goldschmiedebrücke 1, dann trat der Goldschmied Johann Peters den Teil des Hauses Nummer 36 an den Zimmermann Christian Peters ab. 1660 und 1683 wurden dann Peters Erben als Eigentümer geführt. Schon 1691/92 waren die Erben von Hans Peters Eigentümer des Hauses. Es folgte 1703 der Schneider Johann Peters. Nach seinem Tod 1715 besaß es bis 1724 seine Witwe. Später wurde das Grundstück wieder dem Grundstück Goldschmiedebrücke 1 zugeschlagen. | |                                                                                             |